# Avelo Airlines
Avelo Airlines (anciennement Casino Express AIrlines puis Xtra Airways) est une compagnie aérienne à bas coûts basée à Houston, au Texas. La compagnie aérienne est certifiée par la FAA des États-Unis pour mener des opérations nationales et internationales. Le premier vol de la compagnie aérienne sous le nom Avelo a eu lieu le 28 avril 2021 de Burbank à Santa Rosa, en Californie .

## Histoire

### Casino Express Airlines

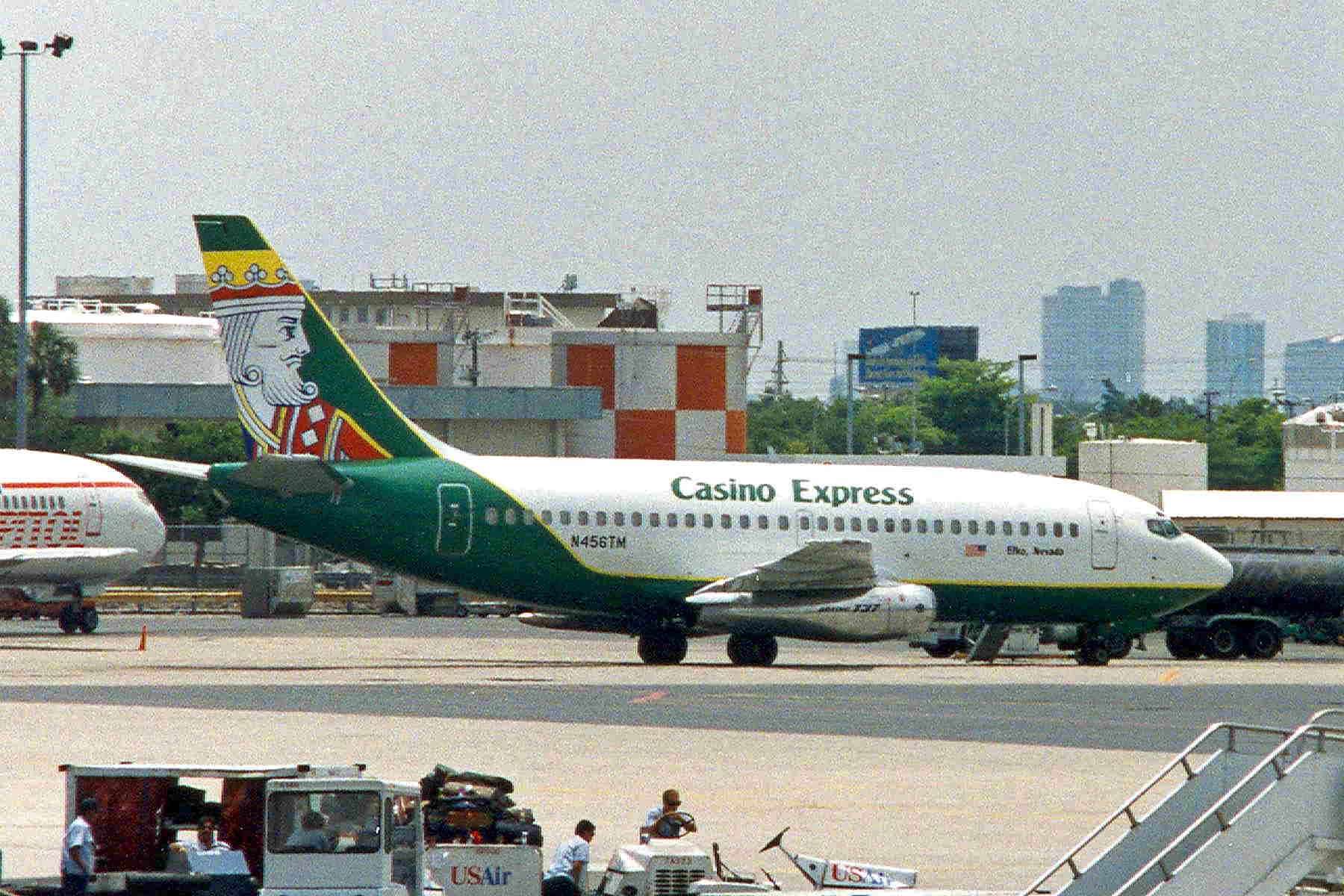
Un Boeing 737-200 de Casino Express

Créée en 1987 sous le nom de Casino Express Airlines, le transporteur aérien commence ses activités en 1989 en utilisant des Boeing 737-200 volant exclusivement vers Elko, dans le Nevada. Casino Express élargi rapidement sa clientèle et change de nom pour devenir Xtra Airways le 8 décembre 2005, afin de mieux refléter son objectif. Casino Express a rapidement élargi sa clientèle pour inclure des équipes sportives, des agences gouvernementales, des dignitaires étrangers, des corps de presse, d'autres propriétés de jeu et d'autres types de chartes publiques et privées.

### Xtra Airways

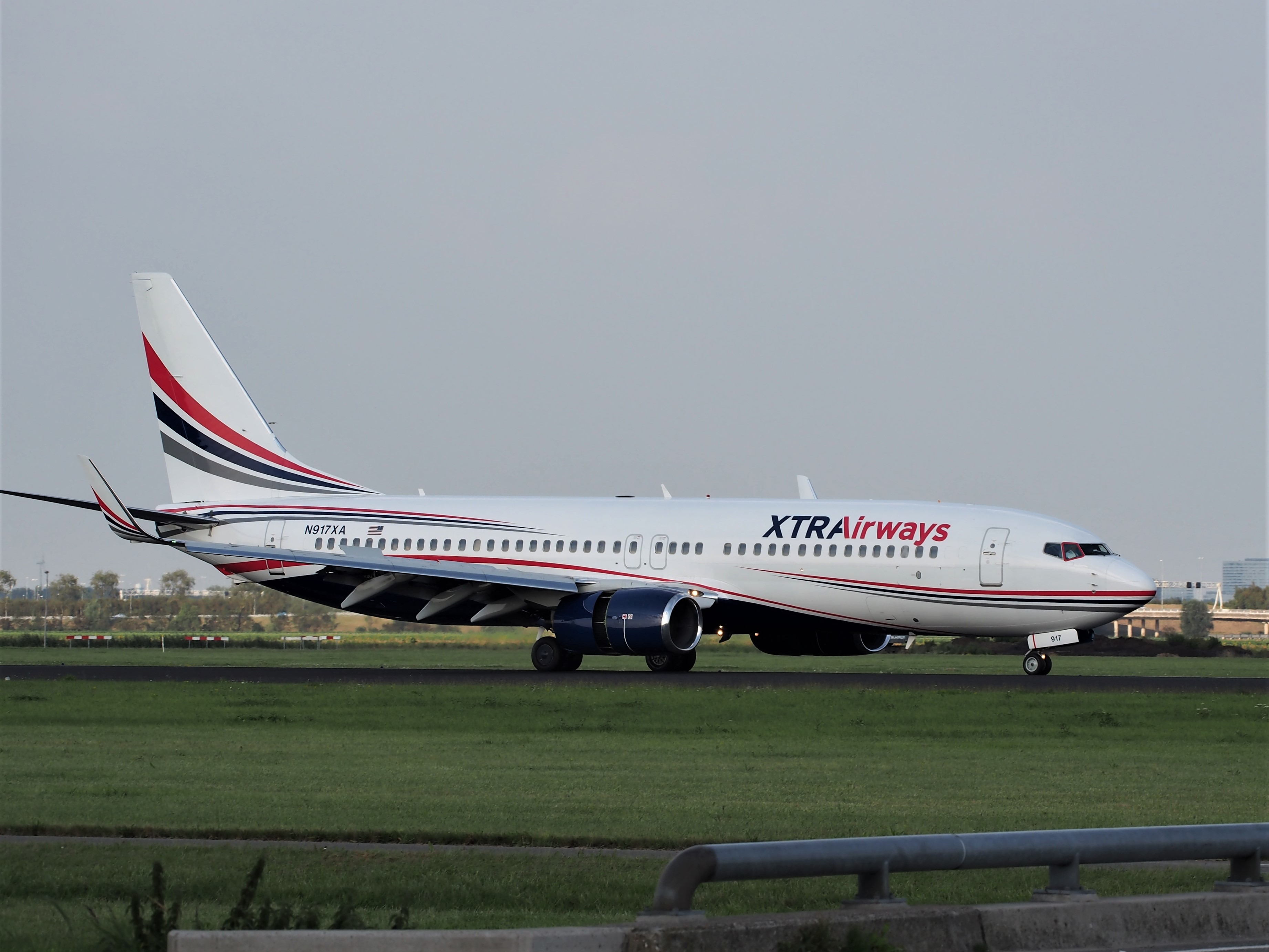
Un Boeing 737-800 de Xtra Airways

La compagnie aérienne a déménagé son siège social en juin 2010 à Boise, Idaho. Xtra Airways a changé sa livrée en 2015 pour un style de jet d' affaires, affichant des bandes bleues et rouges. En septembre 2016, un premier Boeing 737-800 a été repeint dans le cadre de la campagne présidentielle d'Hillary Clinton avec les titres "Stronger Together" puis un second Boeing 737-400 avec les titres "Clinton / Kaine".

### Avelo Airlines

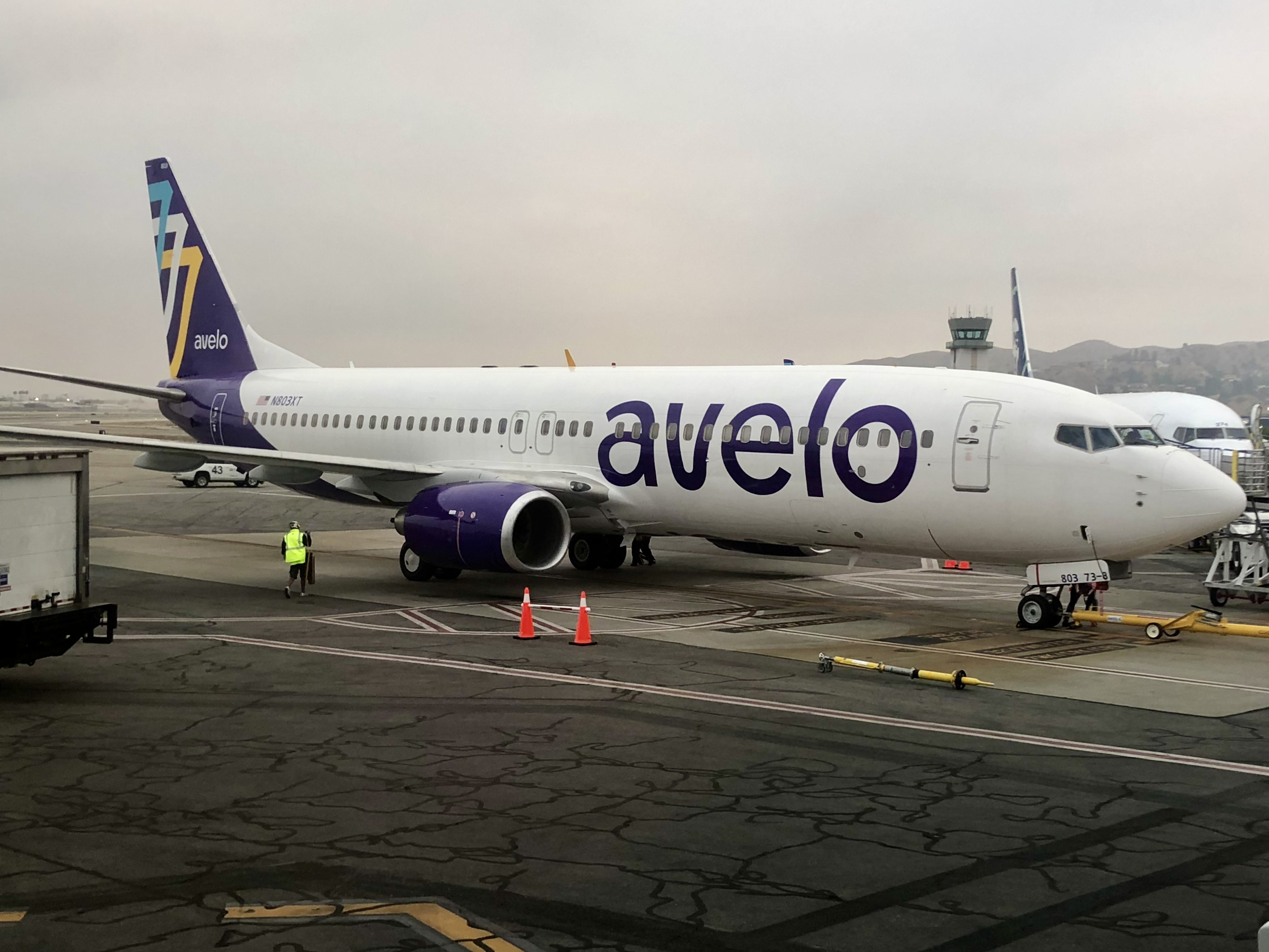
Un Boeing 737-800 d'Avelo Airlines à Burbank

Andrew Levy, ancien directeur financier (CFO) de United Continental Holdings et ancien directeur financier, président et directeur des opérations d'Allegiant Air, a acquis Xtra airways en août 2018, dans le but de transformer la compagnie aérienne charter en une compagnie aérienne à bas prix. Xtra airways avait vendu la majeure partie de sa flotte à Swift Air, mais avait conservé un Boeing 737-400 pour conserver sa certification FAR Part 121 Regularly Scheduled Air Carrier . En avril 2019, la compagnie aérienne envisageait d'exploiter des Boeing 737-800 en raison de la suspension de vol du Boeing 737 MAX .
En février 2020, Levy a annoncé la création d'une nouvelle société holding pour Xtra, nommée Houston Air Holdings, Inc., reflétant le siège social de la société à Houston. Le même mois, la société a levé un financement de 125 millions de dollars américains et a reçu son premier avion de GE Capital Aviation Services avec l'intention de lancer des opérations prévues plus tard en 2020.
Le 8 avril 2021, la nouvelle compagnie aérienne a été annoncée sous le nom d'Avelo Airlines et a commencé à mettre en vente des billets pour des vols basés à l'aéroport de Hollywood Burbank en Californie ,. Son réseau de routes initial se composait de onze destinations non desservies auparavant depuis Burbank, lancées entre le 28 avril et le 20 mai 2021, avec une flotte initiale de trois Boeing 737-800, passant à six d'ici la fin de 2021,. L'annonce par Avelo de son entrée dans des opérations de vol régulier a été accueillie par une réponse concurrentielle initialement de la part d'American et d'Alaska Airlines, American Airlines augmentant la capacité sur sa route existante entre Phoenix Sky Harbor et Burbank, tandis qu'Alaska AIrlines a annoncé un nouveau service entre Burbank et Santa Rosa le 1er juin 2021. Le vol inaugural d'Avelo a eu lieu le 28 avril 2021, qui a voyagé de sa base de Burbank à l'aéroport du comté de Sonoma de Santa Rosa .
À la suite du lancement de la compagnie aérienne fin avril, Avelo a annoncé le 6 mai 2021 qu'elle ouvrirait une nouvelle base à l'aéroport Tweed New Haven dans le Connecticut au cours du troisième trimestre 2021. La compagnie aérienne a également annoncé qu'elle prévoyait d'investir 1,2 million de dollars américains dans les installations de l'aéroport de New Haven et qu'elle utiliserait des Boeing 737-700 pour ses opérations sur la nouvelle base.

## Flotte
La flotte d'Avelo Airlines se compose de la manière suivante en mai 2021 :